# Montezuma I.
Montezuma I., poznati i kao Motecuhzoma Ilhuicamina (nahuatl. Motēuczōma Ilhuicamīna = "ljuti gospodar" i "nebeski strijelac"; španj. Moctezuma) (Tenochtitlán, o. 1390. – ?, 1468.), peti astečki car, tlatoani Tenochtitlána (1440. – 1468.). Postavio je temelje snažnog Astečkog Carstva i pridonio brzom razvitku države Asteka.

## Životopis
Bio je sin cara Huitzilihuitla i kraljice Miahuaxihuitl. Bio je brat Chimalpopoca († 1427.) koji je preuzeo vlast 1416. godine, nakon smrti njihova oca. Bio je jedan od ključnih suradnika i vojnih zapovjednika (tlacateccal ili tlacochcalcatl) svoga strica i bratova nasljednika, tlatoanija Itzcoatla (1427. – 1440.), kojemu je pomogao obračunati se se s regionalnim silama i proširiti područje Carstva.
Tijekom Itzcoatlove vladavine, Tenochtitlán je ostvario tripatitni savez s rivalskim gradovima Texcoco i Tlacopan, nakon čega su 1428. godine zajedno osvojili Atzcapotzalco. Godine 1440. Montezuma je izabran za nasljednika i novoga vladara, nakon čega je poveo vojnu ekspediciju protiv grada Chalco, kojeg je osvojio i proširio astečki teritorij. Pod njegovom vlašću, Carstvo se proširilo izvan meksičke doline i obuhvatilo znatan dio današnjeg središnjeg Meksika. Za vrijeme vojnih kampanja, pokorio meksičke starosjedilačke narode Huasteka i Totonaka.
Montezuma je uveo novost u vladanju, tako što je izabrao svog brata Tlacaeleltzina za glavnog savjetnika, gotovo suvladara s naslovom cihuacoatl, koji je u ime vladara organizirao vojne pohode, sudio i zamjenjivao vladara u odsutnosti.
Godine 1455. dovršio je izgradnju velikog hrama posvećenog bogu Huitzilopochtliju u kojem su ubijene ljudske žrtve, nakon pobjede nad Huastecima. Svake godine žrtvovalo bi se oko 20.000 zarobljenika raznim astečkim bogovima. Stabilnost Carstva osigurao je ravnomjernom raspodjelom ratnog plijena, na način da je Tlacopan dobivao 1/5 prihoda, a ostatak se raspoređivao između Tenochtitlána i Texcoca.
Montezuma II. umro je oko 1468. godine, a naslijedio ga je njegov nećak Axayacatl, unuk astečkog cara Itzcoatla.

## Vanjske poveznice
- Montezuma I. Hrvatska enciklopedija

| prethodnik Itzcoatl | Astečki car (tlatoani Tenochtitlana) 1440. - 1468. | nasljednik Axayacatl |